# Носов Анатолій Зіновійович
Анато́лій (Анато́ль) Зіно́війович Но́сов (Но́сів) (11 липня 1883, Костянтиноград, Костянтиноградський повіт, Полтавська губернія або Полтава — 1941, Ялта, Керч або ГУЛАГ) — український антрополог, еколог, етнолог, музеолог та археолог. Директор Кабінета антропології та етнології імені Федора Вовка при ВУАН. Пізніше директор Державного лісостепового заповідника імені Тараса Шевченка. Головний редактор щорічника «Антропологія». Глава географічної секції при президії Природно-технічного відділу ВУАН. Член-співробітник Інституту української літературної мови та член-кореспондент ВУАН. Досліджував антропологію сербів, бурят, карагосів, болгар, кримських татар, українців та інших. Автор першого антропогеографічного термінологічного словника українською мовою (1931). Учасник низки наукових комітетів та громадських наукових організацій системи ВУАН, в яких обіймав організаторсько-господарчі посади. Займався питанням реституцій українських пам'яток з Росії. Лектор курсу етнології Київського інституту народного господарства. Учень антрополога Федора Вовка та двоюрідний брат мовознавця Юрія Шевельова.

## Життєпис
Анатолій Носов народився 1883 року в Краснограді Полтавської губернії, в родині дрібного дворянина, що мав найнижчий чин колезького реєстратора, Зиновія Носова та Надії Медер. У 1899-1903 роках він вчився в Двінському реальному училищі. У 1904 році вступив в Новоолександрійський інститут сільського господарства і лісівництва, та на четвертому курсі несподівано перевівся в Імператорський Санкт-Петербурзький університет. У 1908 році в Першій київській гімназії він складав іспит з латини. В Санкт-Петербурзі він обрав спеціальність географія на фізико-математичному факультеті. Під час навчання входив до Російського антропологічного товариства при Санкт-Петербурзькому університеті. Відтоді з власної ініціативи брав участь в етнографічних та антропологічних дослідженнях Забайкалля, Монголії (1913), Королівстві Сербія (1911—1912). З 1912 року працював помічником Федора Вовка — хранителя етнографічного відділу Російського музею Олександра III, якого Носов сприймав як свого батька. Після поїздок він звітував в Російському антропологічному товаристві про антропологію бурят та сербів, карагосів. Під наставництвом Вовка зацікавився антропологією та матеріальною культурою. Також завдяки впливам Федора Вовка захопився українським питанням й попри наукову аполітичність визначив свою самоідентифікацію як українець.

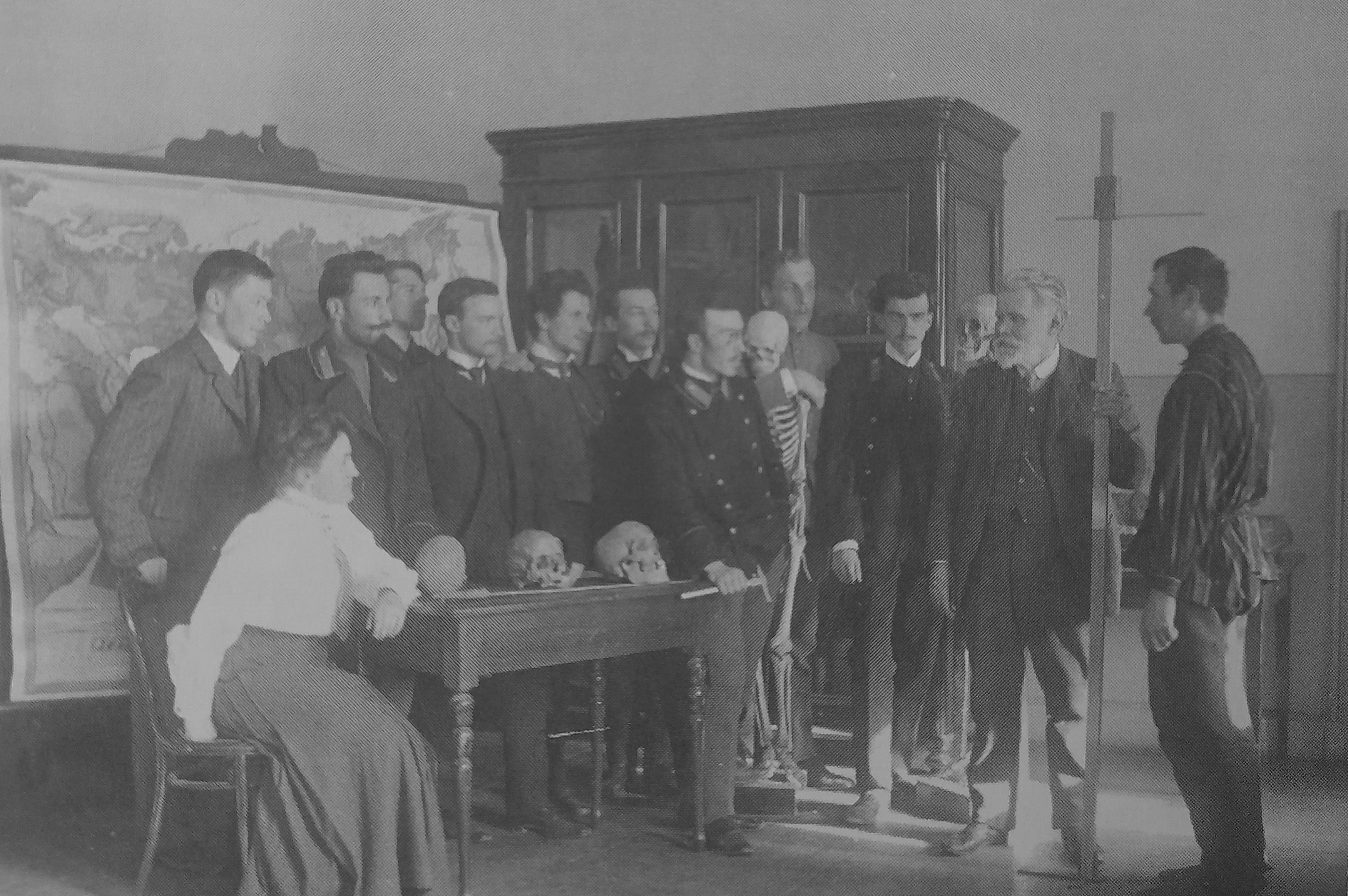
Анатолій Носов в центрі на лекції Федора Вовка. 1900-ті роки. Санкт-Петербург

У листопаді 1916 року перебуває у Мінську. Під час збору наукових матеріалів в Білорусі, Анатолія Носова застали військові дії. Він сам прагнув долучитись до російського війська, але його скерували працювати у канцелярський відділ. У своїй біографії дослідник зазначав, що незначний час служив в санітарному загоні Земського союзу.
Після повернення 1918 року до Києва науковець сприяв створенню Кабінету (музею) антропології ВУАН. Він також долучився до складання антропологічного словника разом з Олександром Алешо та Левком Чикаленком. У 1919 році у зв'язку із захворюванням на сухоти виїхав до Криму, жив у Сімеїзі до середини 1920 року. Пізніше, за допомоги професора Олександра Янати у 1921 році переїхав до Києва. Мешкав на вулиці Жертв Революції в будинку 23 в 8-й квартирі. Працював у Комісії зі складання Енциклопедичного словника і Словника діячів України.
З 1918 року член Українського наукового товариства. Згодом науковий співробітник заснованого 29 березня 1921 року Музею антропології та етнології ВУАН, а після смерті Олександра Олешка в. о. завідувача Музею антропології та етнології ім. Ф. Вовка, де з весни 1922 року Анатолій Носов вже директор Кабінету антропології та етнології імені професора Хведора Вовка. Як член УНТ включився в роботу Термінологічної комісії з написання словників українських наукових термінів — разом з Олександром Алешо та Левком Чикаленком укладав словник антропологічних термінів. Разом з колегами Кабінету Анатолій Носов займався систематизацією, каталогізацією, монтуванням експонатів, консервацією та виставковою діяльністю. Увійшов до складу Тимчасового комітету для заснування Всенародної бібліотеки України як секретар (з лютого 1919 року), одним з перших був зарахований до штату бібліотеки та працював науковим бібліотекарем. У 1920-ті роки член Всеукраїнського археологічного комітету ВУАН, Комісії краєзнавства ВУАН та інших організацій. 
У 1921 році Анатолій Носов увійшов до складу Сільськогосподарського наукового комітету Наркомзему. Він входив до складу президії та головував у секції сільськогосподарського побуту. У 1923—1924 роках керував Комісією з організації Державного лісостепового заповідника імені Тараса Шевченка при СГНК НКЗС, а з 16 липня 1924 року затверджений на посаду директора. З 1924 року активно займається археологічними пам'ятками. У цьому ж році йому доручили просувати питання Всеукраїнського археологічного комітету на урядовому рівні. Впродовж всього часу збирав та впорядковував на базі Кабінету спеціальну антропологічну бібліотеку. На 1921 рік вона налічувала майже 4000 книжок та збірок.  
У 1924 році Анатолій Носов повідомляв, що Кабінет активно виконує підготовку для публікацій наукових робіт, зокрема «Мезинське палеолітичне селище». У 1925 році разом із Валерією Козловською працював в Остерській комісії та досліджував археологію. 28 грудня 1927 року на базі Кабінету вони разом з Михайлом Рудинським заснували спеціальний гурток для студентів та наукових працівників Антропології та Доісторії. 
У жовтні 1926 року він представляв ВУАК в Керчі та брав участь у нарадах у справі скликання Всесоюзної археологічної конференції.
У науково-студентському гуртку 1927 року при Кабінету антропології та етнології імені професора Хведора Вовка обговорювались та зачитувались реферати з антропології, доісторії та геології. Додатково для учасників гуртка був організований практикум, де члени гуртка мали навчитися розрізняти різні фази палеоліту, неоліту, класифікувати матеріали Кабінету, вміти складати опис та вибір матеріалів, а також навчитися робити самостійні розвідки й реконструкції. Система навчання була обрана аналітико-синтетична, а характер праць практичний. Вправи виконувались антропологічними та археологічними матеріалами Кабінету. Вивчались також наукові праці та літературні джерела. Влітку 1928 року учасники гуртка виконували самостійну практику. Дослідник проводив практичні завдання з вивчення культур палеолітичної індустрії людини. Кожен учасник мав 2-3 години на тиждень індивідуально опрацьовувати археологічний матеріал.

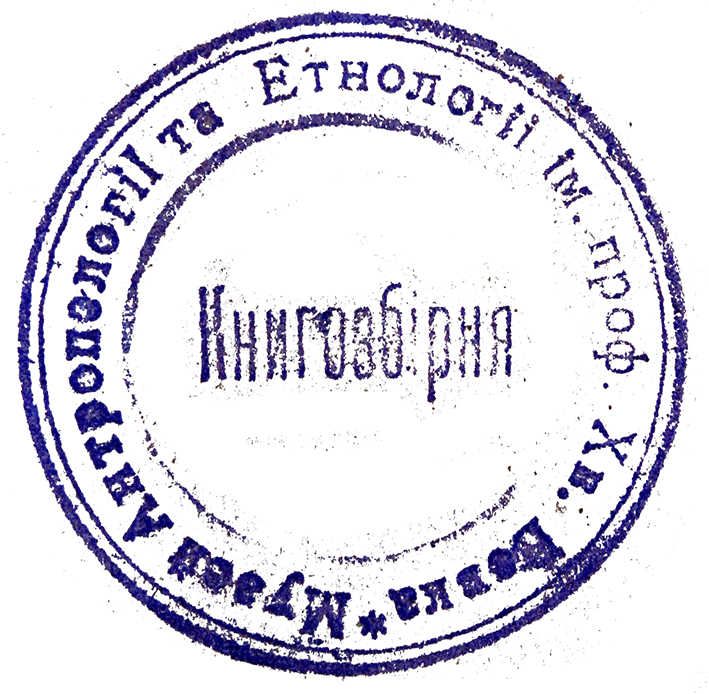
Екслібрис книгозбірні Музею Антропології та Етнології ім. проф. Хв. Вовка

Працював в Інституті української наукової мови, де на громадських засадах впорядкував «Словник антропогеографічної термінології» (1931). Брав участь у збиранні та опрацюванні матеріалів з антропології України, надрукованих у виданнях: «Етнографічний вісник», «Антропологія» (редактор разом із Михайлом Рудинським чотирьох випусків щорічника, 1928—1930 роки) та інших. Лектор курсу етнології Київського інституту народного господарства.
Був заарештований в 1929 році в справі «Спілки визволення України» у Києві на декілька місяців. Потім його етапували з Києва до Харкова
Від 15 липня 1929 року до квітня 1930 року головував на засіданнях археологічного відділу ВУАН. У 1925 році він співавтор декрету ВУЦВК та РНК «Про облік, охорону й дослідження пам'яток культури й природи». 
У 1930 році виконував обов'язки секретаря секції антропологів на IV Всесоюзному з'їзді зоологів, анатомів та гістологів. На ньому Анатолій Носов доповідав про кримських болгар та українців Дніпропетровщині.
На початку 1930-х років працював референтом у відділі управління заповідниками Всеукраїнської академії сільськогосподарських наук, був членом Музейного комітету ВУАН та проводив археологічні дослідження. У 1931 році член Комісії виучування Четвертинного періоду на Україні. 3 квітня 1931 року Анатолій Носов доповідає на засіданні Комісії з темою «Про участь Комісії в комплексних експедиціях ВУАН» та анонсував план експедицій з метою дослідження Шевченківського заповідника імені Заболотного. На цьому ж засіданні клопотався про необхідні кошти для підготовки та проведення конференції.
3 лютого 1933 року заарештований за іншою справою — «Української військової організації». Вже 9 травня 1933 року Судова трійка при Колегії ДПУ присудила Носову 5 років ув'язнення у виправно-трудових таборах за статтями 54-2 та 54-11 Кримінального Кодексу УРСР. Відбував покарання на примусових роботах в Біломорському каналі та «Московському морі». Після заслання працював в краєзнавчо-етнографічному музеї та жив у Ялті. 
У комуністичну партію не вступав. За споминами Юрія Шевельова 1941 року під час евакуації з Криму загинув разом з родиною. Існує також версія, що він помер в ГУЛАГу.
Відповідно до указу Президії Верховної Ради СРСР від 16 січня 1989 року та за висновком прокуратури міста Києва від 7 липня 1989 року було реабілітовано.

## Наукова діяльність

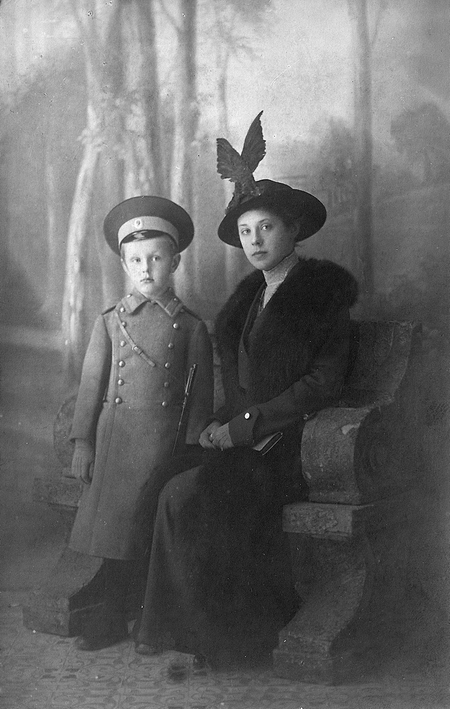
Юрій Шевельов та сестра Віра. Харків, світлина 1914 року

Анатолій Носов займався дослідженням антропології сербів, болгар, кримських татар та українців. У 1911-1912 роках він як студент Імператорського Санкт-Петербурзького університету за рекомендацією Федора Вовка перебував в експедиції в Королівстві Сербії з завданням Російського антропологічного товариства. Він збирав етнографічні матеріали та проводив антропологічні виміри. За описом він зібрав 434 предмети та 3 колекції народного побуту, які стали основою сербських колекцій Російського етнографічного музею. Він також зробив 192 фотографії. В антропологічному описі він описав 187 сербів та 8 сербок, які описано з фотододатки в його досліджені «До антропології сербів Королівства». У 1913 році вирушив в експедицію з князем Дмитром Ухтомським в Монголію. На засіданнях Російського антропологічного товаристива виголосив доповіді: «Бурятський череп та поховання у бурятів» (1911), «Результати антропологічного дослідження сербів Королівства» (1912), «Нові відомості з антропології сербів Королівства» (1912), «До антропології монголів-халкасців» (1915).
В кінці 1920 – на початку 1930-х років Анатолій Носов здійснив декілька експедицій на Поділля для дослідження українців. У Кам'янець-Подільську проводив антропологічні обміри студентів. Впродовж існування Кабінету антропології та етнології ім. Хв. К. Вовка під керівництвом вченого здійснювалась активна робота над підготовкою публікації Мізинської колекції. У листі до Левка Чикаленка від 14 червня 1926 року дослідник ставив публікацію мізинської збірки «метою свого життя». У 1931 році був готовий збірник «Мезинське палеолітичне селище», який через фінансові труднощі видали у вигляді брошури-путівника для виставки на честь десятиріччя ВУАН. 
Як антрополог збирав та опрацював матеріали з антропології України, надрукованих у виданнях: «Етнографічний вісник», «Антропологія». У 1925 році редагував спеціальний Бюлетень Кабінету антропології та етнології ім. Хв. Вовка. У 1931 році опублікував проєкт «Словника антропогеографічної термінології», залишив біографічні спомини про Федора Вовка та інше. 
Виступав з доповідями про необхідність фінансування установ ВУАН. Брав участь у низкці наукових організацій системи Всеукраїнської академії наук України. Займався пам'яткоохороною та природоохороною діяльністю. Анатолій Носов першим написав та опублікував історію Шевченківського заповідника. Також був учасником комісій з питань повернення українських пам'яток культури з Росії.

## Особистість
Юрій Шевельов описував його зовнішність так: з медерівським чолом, прямий медерівський ніс, великі медерівські вуха, тонкі губи, густі брова, чорний та вдумливий погляд очей. Завжди зберігав самобутній вигляд інтелігента.
У 1923 році Анатолій Носов завів роман з сестрою Юрія Шевельова — Вірою, з якою мав одружитись. Проте Віра Шевельова померла 8 травня 1925 року після плевриту. Після одружився з Мурою, донькою гурзуфського завідувача будинку відпочинку для науковців Шарого. З майбутньою дружиною він познайомився в Алушті. Син Віктор народився 1930 року.
Анатолій Носов як двоюрідний брат Юрія Шевельова вирішально вплинув на нього в питанні української самоідентифікації. Вчений критикував радянський устрій. За словами Юрія Шевельова він часто казав знайомим з паузою «Обережно не вступайте до.... до партії». Приятелював з Володимиром Вернадським. 3 квітня 1919 року прохав допомоги у Володимира Вернадського у звільненні арештованого Прокопа Понятенка. Після примусових робіт боявся висловлювати критику проти радянської влади. Захоплювався сербським народом, вважаючи їх за винятково чесних та порядних.

## Вибрані публікації
Всього Анатолій Носов був автором близько 50 наукових праць. Згідно з Енциклопедією сучасної України та уточненням бібліографії, найбільш важливими були:
- К антропологии сербов Королевства // Ежегодник Русского антропологического общества при Санкт-Петербургоском Университете. Т. IV. Санкт-Петербург, 1913
- Участь Музею Антропології та Етнології в Науковому Конгресі // 1920
- О. Г. Алешо (9.II.1890 – 4.IV.1922) // Вісник сільськогосподарської науки. Т. I. Ч. 1. Київ, 1922
- Антропо-етнологічне вивчання людини — населення України // Червоний шлях. №1-2. Харків, 1924
- Хведір Вовк // Бюлетень Кабінету антропології та етнології ім. Хв. Вовка. Ч. I. Київ, 1925
- Матеріали до антропології України: Українці Поділля // Етнографічний вісник. Кн. 5. Київ, 1927
- Досягнення української антропології за останнє десятиріччя // Вісник природознавства. № 5–6. Харків, 1927
- Матеріали до антропології України: Українці Кубани // Антропологія. Вип. 1. Київ, 1928
- Петрогліфи з долини р. Орхон (Монголія) // Антропологія. Вип. 1. Київ, 1928
- До антропології кримських татар // Антропологія. Вип. 2. Київ, 1929
- Ф. К. Вовк і українська наука // Антропологія. Вип. 2. Київ, 1929
- Кримські татари (Антропологічні нариси) // Східний світ. №1-2. Харків, 1930
- До антропології болгарів // // Східний світ. №3. Харків, 1930
- До антропології болгарів. Болгари кримські // Антропологія. Вип. 3. Київ, 1930
- Проф. Ф. К. Вовк в українській археології (1847 — 1918 — 1928) // Записки Всеукраїнського Археологічного Комітету. Том 1. Київ, 1930
- До антропології болгарів. Болгари мєлітопільські // Антропологія. Вип. 4. Київ, 1931
- Словник антропогеографічної термінології: (Проєкт). Харків, 1931
- Матеріяли до антропології України: Українці Дніпропетрівщини // Журнал геолого-географічного циклу. №3–4. Київ, 1932

## Коментар
1. ↑  За спогадами Юрія Шевельова орієнтовно біля Ялти або Керчі на евакуаційному параплаві.